# Sematophyllum capilliferum
Sematophyllum capilliferum är en bladmossart som beskrevs av George Henry Kendrick Thwaites och Mitten 1873. Sematophyllum capilliferum ingår i släktet Sematophyllum och familjen Sematophyllaceae. Inga underarter finns listade i Catalogue of Life.